# 조주 (전한)
조주(趙周, ? ~ 기원전 112년 9월)는 전한 중기의 관료이다. 아버지 조이오(趙夷吾)는 오초칠국의 난 때 초왕의 반란 가담을 만류하다가 살해되었다.

## 생애
경제 중2년(기원전 148년), 오초칠국의 난 진압 후 조이오를 기려 상릉후(商陵侯)에 봉해졌다.
건원 2년(기원전 139년), 태상에 임명되었으나 4년 후 면직되었다.
원정 2년(기원전 115년), 태자태부에서 승상으로 승진하였다.
원정 5년(기원전 112년), 주금이 잘못된 사건에 연루되어 정위에게 넘겨졌고, 스스로 목숨을 끊었다.

## 출전
- 사마천, 《사기》 권19 혜경간후자연표
- 반고, 《한서》 권19하 백관공경표 下

| 전임 허창 | 전한의 태상 기원전 139년 ~ 기원전 135년 | 후임 정 |

| 전임 장청적 | 전한의 승상 기원전 115년 2월 신해일 ~ 기원전 112년 9월 신사일 | 후임 석경 |

| 선대 (첫 봉건) | 전한의 상릉후 기원전 148년 4월 을사일 ~ 기원전 112년 | 후대 (봉국 폐지) |